# Solo (киберспортсмен)
Алексей Владимирович Березин (также известный как «Solo»; род. 7 августа 1990, Новороссийск) — российский киберспортсмен, игрок в Dota 2, наиболее известный по выступлениям в составе команды Virtus.pro.

## Биография

### Детские и юношеские годы
Алексей Березин родился в 1990 году в Новороссийске. В детстве занимался футболом, играл в «Черноморце» на позиции нападающего.
В 12-13 лет начал играть в Dota в компьютерном клубе. Одним из первых знакомых стал Александр «XBOCT» Дашкевич, будущий чемпион The International 2011 в составе Natus Vincere: именно он дал Алексею ключ от Dota 2. После окончания школы Березин хотел стать юристом, однако окончил институт по специальности «Прикладная информатика в экономике». Окончив учёбу, работал в нескольких местах, получал зарплату около 15 тыс. рублей. Параллельно с этим начал зарабатывать игрой в Dota 2: там первая зарплата составляла 5 тыс. рублей, но уже в следующей команде выросла вдвое.

### Дисквалификация
«Solo» получил широкую известность в киберспортивном сообществе 16 июня 2013 года. Выступая в уже ничего не решающем матче в составе команды по Dota 2 RoX.KIS, Алексей поставил на поражение своей команды 100 долларов и выиграл 322 доллара. О ставке стало известно организаторам турнира, после чего Алексей был пожизненно отстранён от участия в турнирах StarLadder и ушёл из команды. Позже срок дисквалификации сократили до одного года. Несмотря на то, что ходили слухи и о более крупных ставках, публично наказан был только «Solo». Алексей признал свою вину и извинился. Тем не менее, после инцидента само название «322» стало мемом, именем нарицательным для договорных матчей не только в Dota 2, но и в других киберспортивных дисциплинах.
После окончания дисквалификации Алексей неоднократно пытался попасть в лучшие команды СНГ, однако организации отказывались от сотрудничества. Во время отстранения от турниров «Solo» много стримил вместе со своим другом и бывшим партнёром по команде Андреем «Dread» Голубевым. В 2015 году женился на своей подруге Анне.

### Vega Squadron
В апреле 2015 года «Solo» переходит в команду Vega Squadron, в которой ему наконец-то удаётся закрепиться. До этого Алексей сменил около десяти команд, но нигде не задерживался более нескольких месяцев, в то время как в «Веге» провёл почти полтора года. За это время в составе команды «Solo» удалось выиграть квалификацию на The International 2015, а также выиграть первый крупный турнир в карьере — ESL One New York с призом 115 тыс. долларов на команду за первое место. На этом серьёзные успехи закончились, и после проигрыша в квалификации на The International 2016 «Solo» решает покинуть «Вегу».

### Virtus.pro
После окончания квалификаций на TI6 управляющий партнёр холдинга ESforce Антон Черепенников позвонил Березину и предложил создать новую команду, построенную вокруг «Solo». Совместно они отобрали лучшие кандидатуры в СНГ, и начали выступать под тегом Virtus.pro.
Первым крупным достижением «Виртусов» стала победа на The Summit 6 в ноябре 2016 года. На Boston Major команда выступила неудачно, проиграв Evil Geniuses, однако киевский «мажор» принёс «Виртусам» второе место.
В июле 2017 года Virtus.Pro подтверждают звание чемпионов The Summit, одержав победу в седьмом розыгрыше турнира. Примечательно, что игроки бросили «вызов» самим себе и всему сообществу, играя на различных героях без повторений вплоть до последней карты гранд-финала, и в итоге использовав 81 героя из чуть более чем ста возможных. На главном турнире года The International 2017 команда Алексея Березина заняла 5—6-е место, проиграв будущему чемпиону команде Team Liquid и заработав более одного миллиона долларов.

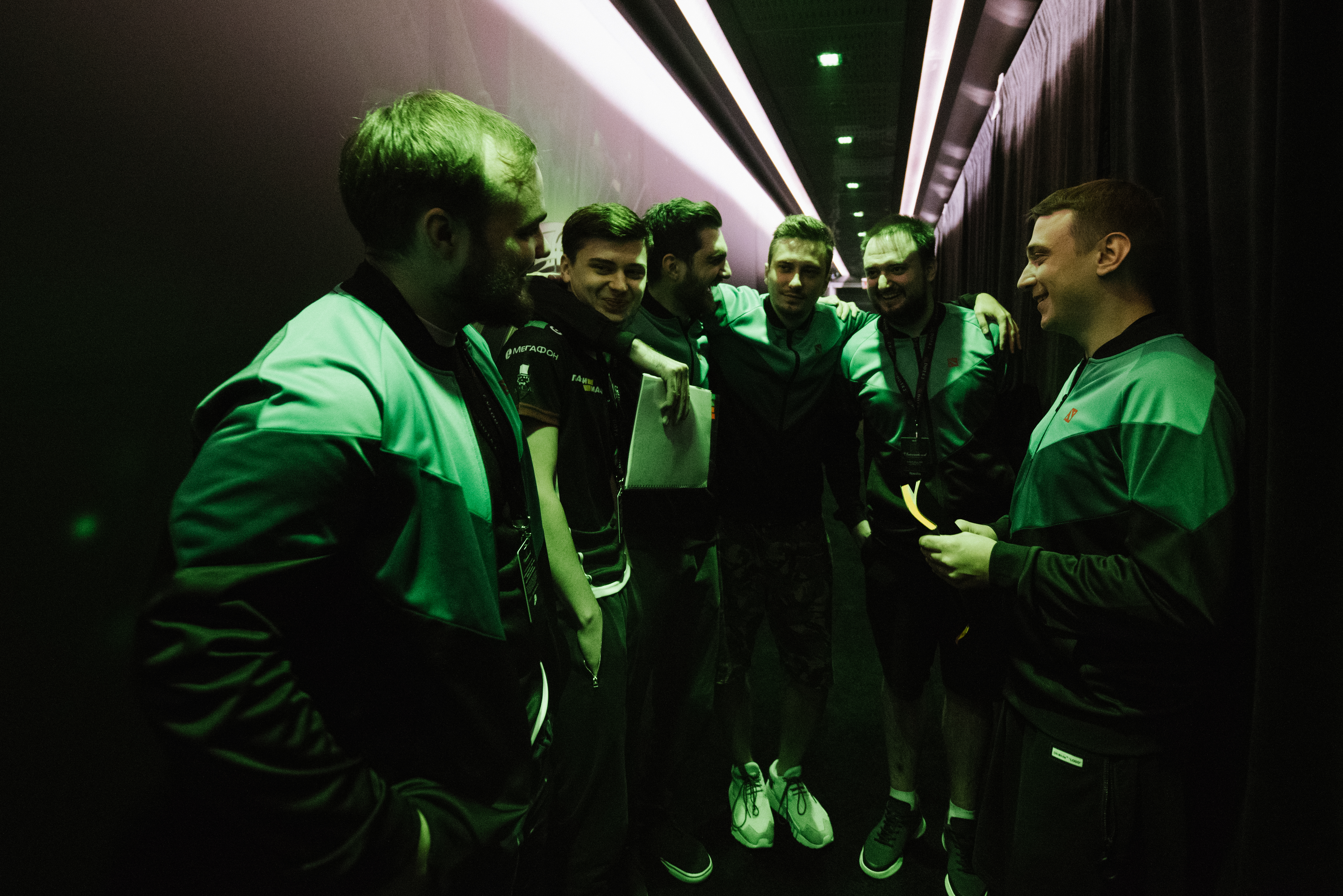
Алексей вместе с командой на The International 2018

29 октября 2017 года Virtus.Pro становятся чемпионами ESL One Hamburg 2017, первого «мажора», одного из крупнейших турниров от Valve в сезоне 2017/2018. Капитан команды победителей «Solo» признаётся самым ценным игроком турнира и помимо призовых получает в подарок автомобиль Mercedes-Benz стоимостью 50 тыс. евро.
В начале декабря 2017 было объявлено о месячном отпуске «Solo» ввиду сильной физической и эмоциональной усталости. На время отсутствия в составе Virtus.Pro его заменил тренер команды Иван «ArtStyle» Антонов. Отсутствие «Solo» не помешало Virtus.Pro выиграть на The Summit 8, последнем крупном турнире 2017 года.
Далее последовали победы на ESL One Katowice 2018 и The Bucharest Major, 3-е место на Dota 2 Asia Championships 2018, победа на ESL One Birmingham 2018, 2-е место на China Dota2 Supermajor. Сезон закончился 5—6 местом на The International 2018, проиграв команде EG и заработав 1,148 млн долларов.
В новом сезоне Virtus.pro победили на Autumn Brawl заработав 50 тыс. долларов. После заняли 3-е место на ESL One Hamburg 2018 проиграв будущему победителю турнира — Team Secret. Сезон они закончили 9—12 местом на The International 2019, проиграв китайской команде RNG.
В 2019 году занял третье место в рейтинге самых влиятельных киберспортсменов на постсоветском пространстве по версии журнала Forbes.

### NoTechies
В январе 2021 года перед DPC-сезоном «Solo» зарегистрировал новую команду NoTechies, в которую помимо самого Березина вошли Владислав Кристанек («Crystallize»), Егор Козлов («Ergon»), Абдималик Сайлау («Malik»), Бакыт Эмилжанов («Zayac»). Состав команды по ходу сезона сменился полностью (за исключением Solo), но команде не удалось достигнуть сколь-нибудь высоких результатов: в первом же сезоне NoTechies вылетели из высшего дивизиона заняв последнее место. Было объявлено, что после окончания сезона в низшем дивизионе команда прекратит свое существование.

### Natus Vincere
В сентябре 2021 года «Solo» был объявлен как игрок нового состава Natus Vincere. 13 октября 2022 года, после неудачного выступление на отбор The International 2022, «Solo» был исключён из команды NaVi.

### HellRaisers
8 декабря 2022 года Алексей присоединился к составу HellRaisers. 3 апреля вместе с составом покинул организацию.

### 9Pandas
17 апреля 2023 года российское рекламное агентство 9 Pandas подписывает бывший состав HellRaisers.